# Conophorus virescens
Conophorus virescens är en tvåvingeart som först beskrevs av Fabricius 1787.  Conophorus virescens ingår i släktet Conophorus och familjen svävflugor. Inga underarter finns listade i Catalogue of Life.